# 梅子布丁模型

原子的葡萄乾布丁模型

葡萄乾布丁模型（英語：Plum pudding model），又称湯姆森模型、西瓜模型，是約瑟夫·湯姆森在1904年提出的原子结构模型。葡萄乾布丁模型表明，原子是由電子懸浮於均勻分佈的帶正電物質裡所組成，就如同葡萄乾（plum，此處指葡萄乾，是英國維多利亞時代之前的用語）散布於布丁裏一般。:18-22:44-45

## 湯姆森模型
1897年，約瑟夫·湯姆森從陰極射線裡找到了電子存在的證據。他在發佈這歷史性重大發現的論文裡表示，原子的道爾頓模型是错误的，在原子內部，有很多帶負電荷的電子，這些相互排斥的電子可能是因為感受到某種連心力而被束縛於原子內部。
1904年，湯姆森在《哲學雜誌》發表的論文《論原子的結構》裡，提出了描述原子內部結構的梅子布丁模型，根據這模型，原子是由許多帶負電的電子懸浮於帶正電物質裏所組成，就好像帶葡萄乾散布於布丁裏一般。帶負電的電子與帶正電物質的電性相互抵消，因此原子呈電中性。:45湯姆森在論文裡表明：
我們假定，原子是由一些微粒移動於帶正電圓球形均勻分佈物質所組成．我們需要解答的問題是 (1) 原子的內部結構為何，也就是說，微粒怎樣排列於圓球形物質？ (2) 這結構會給予原子什麼樣的性質？
在湯姆森模型裏，自由移動於正價的布丁或雲球之間的電子，為了要維持穩定平衡，會自動地移動於一個圓球面。這圓球面是一系列同心的圓球面中間的一個。假若，一個電子往外移動，離開圓球面，它會感覺到有一股力量將它往球心拉引，因為，在它所處的球面，內部會有更多量的正電荷（參閱高斯定律）。所以，它必定會穩定的移動於同一個圓球面。另外，電子與電子之間的排斥作用也提供了更多穩定效應。
每一個圓球面有其伴隨的能量。電子從一個圓球面往內躍遷至另一個圓球面，會釋放能量，因而會產生光譜。湯姆森嘗試將模型計算結果匹配幾個重要的譜線，可是並沒有得到顯著的成功。雖然如此，湯姆森模型（還有1904年長岡半太郎的半太郎模型，一個從馬克士威的土星環穩定理論得到的點子，模擬土星環的原子模型。）預告了後來更成功的，太陽系統似的波耳模型。

## 拉塞福模型
1909年，在歐尼斯特·拉塞福的指導下，漢斯·蓋革和欧内斯特·马斯登發射α粒子射束於只有幾個原子厚度的薄白金箔紙。這就是著名的拉塞福散射。假若葡萄乾布丁模型是正確的，由於正電荷完全均勻地散開，而不是集中於一個原子核，庫侖位勢的變化不會很大，通過這位勢的α粒子，其移動方向應該只會有小角度改變。
然而，他們得到的實驗結果与梅子布丁模型预测的结果不同，大約每8000個α粒子，就有一個α粒子的移動方向會有很大角度的改變（超過90°）；而其它粒子都径直通過位勢，方向沒有任何改變。因此，汤姆森的葡萄乾布丁模型被徹底推翻。
1911年，歐尼斯特·拉塞福發表了拉塞福模型，大多數的質量，都集中於一個很小的正價區域（原子核）；，在原子核的四周是帶負電的電子雲。從拉塞福模型，拉塞福推導出散射公式，其預測與實驗結果相符合。當一個（正價）α粒子移動到非常接近原子核，它會被很強烈的排斥，以大角度反彈。原子核的小尺寸解釋了為什麼只有少數的α粒子被這樣排斥。在拉塞福散射實驗裡，主角是原子核，而電子並不重要，因此拉塞福不能空口無憑地給出電子的排列方式 。:51-53

## 波耳模型
1913年，尼爾斯·波耳發表了波耳模型。